# Cowansville
Cowansville é uma cidade localizada na província de Quebec no Canadá.